# Venerdì 13: il terrore continua
Venerdì 13: Il terrore continua (Friday the 13th Part V: A New Beginning) è un film horror del 1985 diretto da Danny Steinmann.
La pellicola è il quinto capitolo della saga cinematografica slasher di Venerdì 13. 
L'edizione home video è stata distribuita con il titolo Venerdì 13 parte V - Il terrore continua.

## Trama
1989. 5 anni dopo Tommy, il bambino sopravvissuto al precedente massacro ora adolescente, è tormentato da allucinazioni e incubi in cui vede Jason Voorhees, emergere dalla sua tomba e dargli la caccia. Questi incubi lo porteranno a essere ricoverato in numerose cliniche psichiatriche e a essere sottoposto a pesanti terapie farmacologiche, fino a che non verrà trasferito in un istituto chiamato Pinehurts Halfway, gestito dal dott. Matt Letter e la sua assistente Pam. Il gruppo di giovani è formato dai due amanti del sesso Eddie e Tina, il balbuziente Jack, la dark Violet, la seria Robin, il grassottello Joey e il giovane afroamericano Reggie con suo nonno paterno, il cuoco. Tutto il gruppo però non è visto di buon occhio dalla vicina, Ethel e da suo figlio, che non sopporta che i ragazzi che invadono la sua proprietà, avendo visto Eddie e Tina avere un rapporto sessuale proprio sul suo giardino; per questo motivo Matt gli proibisce di uscire fuori del campo.
Uno degli ospiti dell'istituto, Vic, in preda a un raptus di follia, causato dall'impertinenza di Joey, uccide brutalmente il ragazzo con un'ascia. Vic viene arrestato e Joey viene portato via da due paramedici, uno dei quali, Roy, rimane scioccato alla vista del cadavere. Quella sera, un altro pazzo maniaco uccide con un petardo e un machete, Vinnie e Pete, due ragazzi che si sono fermati dopo che la loro auto si era guastata. La sera dopo, anche l’uomo che aveva accompagnato Tommy all'istituto, Bill, e la cameriera di una tavola calda, Lana vengono uccisi con un'ascia, lo sceriffo ipotizza quindi che l'autore degli omicidi possa essere nuovamente Jason Voorhees, seppur il cadavere fosse stato sepolto da 5 anni, mentre in molti guardano con sospetto lo stesso Tommy, il quale si è chiuso in sé stesso e ha sviluppato un lato violento.
La mattina dopo, Eddie e Tina, disobbedendo agli ordini di Matt, si addentrano nella foresta e fanno l’amore, venendo spiati da un vagabondo assunto malvolentieri da Ethel, il quale viene ucciso accoltellato subito dopo dal killer. Dopo aver fatto l’amore, Eddie va al fiume per sciacquarsi mentre Tina viene uccisa brutalmente dal killer, che le pianta delle cesoie negli occhi e poi uccide Eddie stritolando, con una cintura di cuoio, sulla testa. Nel frattempo, Reggie implora il nonno di poter far visita al fratello maggiore Devon, appena tornato in città, e Pam si offre di accompagnarlo, portando Tommy con sé. Mentre Reggie e Pam si riuniscono con Devon, Tommy viene insultato dal figlio di Ethel, che picchia selvaggiamente ma, resosi conto delle proprie azioni, scappa nella foresta. Pam e Reggie quindi vanno via, ma il killer ne approfitta per sgozzare prima la fidanzata di Devon e poi uccidere lo stesso Devon con palo di ferro da recinto.
Pam e Reggie tornano quindi all'istituto, dove Violet, Jack e Robin avvisano Pam della scomparsa di Matt e del nonno di Reggie. Pam quindi va a cercarli, affidando Reggie ai tre ragazzi, nel frattempo il killer uccide brutalmente il figlio di Ethel decapitandolo con una mannaia e poi uccide la madre con la stessa arma. I ragazzi mentre guardano un film, Jack chiede a Robin di fare l’amore con lui ma di fronte alla risata della ragazza, Jack va al piano di sopra dove, dopo essere stato rifiutato anche da Violet, viene ucciso decapitato dal killer con la mannaia. Robin quindi, dopo che Reggie si è addormentato, va a dormire ma viene trafitta nel suo letto dal machete del killer, poi si accinge a uccidere anche Violet, unica rimasta, che infilza con la lama in camera della ragazza. Reggie, svegliandosi, va a controllare dove siano gli altri e trova i cadaveri nella stanza di Tommy, per poi essere raggiunto da Pam, la quale, dopo aver visto i cadaveri dei ragazzi, fugge con Reggie. A quel punto il killer sfonda la porta e si rivela essere Jason, curiosamente meno robusto.
Dopo un lungo inseguimento durante il quale Pam rinviene prima il cadavere di uno dei paramedici che hanno portato via Joey, sgozzato alla gola, poi trova quello di Matt, impalato in un albero e sgozzato, e infine quello del nonno di Reggie pugnalato agli occhi. Reggie e Pam attirano il presunto Jason nel fienile dove la ragazza riesce a stordirlo, il killer, ripresosi, comincia ad attaccare Tommy, attirato dalle urla, che però rimane paralizzato davanti al killer. Dopo aver steso il ragazzo, Jason segue al piano superiore Pam e Reggie, ma Tommy si riprende e lo scaraventa giù dal fienile, facendolo atterrare sopra dei rastrelli appuntiti, uccidendolo. All'ospedale viene rilevato che l'assassino non è affatto Jason Voorhees, ma Roy, l'infermiere che era in realtà il padre di Joey che lo aveva abbandonato quando era in fasce dopo la morte di parto della moglie, però Roy non lo aveva mai detto a nessuno che Joy era suo figlio, probabilmente per la vergogna di avere un figlio mentalmente disabile. Assetato di vendetta e approfittando del suggerimento inconsapevole dello sceriffo, ha deciso quindi di travestirsi da Jason per far ricadere su di lui la colpa.
Tommy, rimasto ferito nello scontro, viene ricoverato e si risveglia da un incubo in cui uccide Pam con il machete di Jason, avendo, poi, un'altra allucinazione del fantasma di Jason. Nel finale Tommy, con indosso la maschera dia hockey di Roy e un coltello in mano,appare alle spalle di Pam, che era entrata nella stanza per vedere come stava, con l'intenzione di ucciderla.

## Produzione
Questo è il secondo film della serie in cui Jason non uccide. L'altro è il primo della serie in cui l'assassino era la madre. La scena in cui Pam affronta Jason con una motosega fu girata la notte di Halloween del 1984. Il film inizialmente fu scritto per avere Corey Feldman come protagonista ancora nel ruolo di Tommy Jarvis, però il ragazzino era occupato nel ruolo di Deveraux in I Goonies, così il copione fu modificato e gli si fece fare solo un cameo all'inizio.
L'attore Dick Wieand interprete dell'assassino impostore, è stato accreditato anche come interprete di Jason, nella scena dell'incubo all'inizio e delle allucinazioni, ma in realtà dietro la maschera da hockey in quelle scene c'era lo stuntman Tom Morga che si buttò realmente un secchio di vermi per fare la scena in modo migliore.
Nello script originale il sogno di Tommy era differente, e lo rendeva molto più sospetto di quanto già non lo fosse. Il sogno si apriva con un senso di continuità maggiore rispetto al quarto capitolo della saga poiché Tommy veniva portato all'ospedale, lo stesso in cui era stato portato il cadavere di Jason. Quindi Tommy impazziva e uccide metà dello staff dell'ospedale nel tentativo di raggiungere l'obitorio. Trovato il corpo, Jason si alzava dal tavolo autoptico. A questo punto Tommy si svegliava sul van che lo stava portando alla residenza Pinehurts.
Il regista e gli sceneggiatori hanno in realtà fornito un indizio agli spettatori, che permettesse loro di scoprire anzitempo che l'assassino era solamente un copycat;
- durante il film la musica che accompagna l'arrivo di Jason per l'intera saga di Venerdì 13 (persino nel remake) è completamente assente.
- Jason si trova inspiegabilmente a commettere gli omicidi molto lontano dal suo territorio e da dove è stato seppellito.
- In una scena, la luce di un lampo illumina il volto dell'assassino, mostrando che quest'ultimo possiede entrambi gli occhi, a differenza di Jason, il quale ne è cieco da quello destro.
- La maschera di Jason non presenta la spaccatura in alto sulla sinistra e variano i disegni colorati presenti su di essa cambiando sia colore sia posizione.
- Jason è stato ucciso tanto tempo fa da Tommy quindi inspiegabilmente sarebbe risuscitato dopo tutto questo tempo.
- Jason non riconosce Tommy appena si rincontrano cosa che invece succede nel sequel.

## Distribuzione
In Italia è stato distribuito in un secondo momento con il titolo Venerdì 13 parte V - Il terrore continua, al fine di rendere più chiara l'appartenenza del film all'intera saga.

## Accoglienza

### Incassi
Il film ha incassato $21,930,418 in tutto il mondo 

### Critica
Il film ricevette generalmente critiche negative, e attualmente ha un indice di gradimento del 18% da parte della critica su Rotten Tomatoes.